# Mirzamys
Mirzamys ist eine auf Neuguinea vorkommende Nagetiergattung aus der Gruppe der Altweltmäuse (Murinae). Die Gattung wurde erst im Jahr 2009 eingeführt und zu Ehren des pakistanischen Mammalogen Abid Beg Mirza benannt, der die meisten Typusexemplare von Mirzamys sammelte.

## Arten und Verbreitung
Zu Mirzamys gehören zwei Arten, Mirzamys louiseae, die Typusart, die in den Star Mountains in den Provinzen Western und Sandaun und Mirzamys norahae aus den Kaijende Highlands in der Provinz Enga. Ein einzelner subfossiler Unterkiefer, der in einer Höhe von 3450 Metern am Puncak Jaya im indonesischen Teil Neuguineas gefunden wurde und der Gattung, nicht aber einer bestimmten Art zugeordnet werden kann, gilt als Indiz das das Verbreitungsgebiet der Gattung sich möglicherweise auch heute noch bis nach Westneuguinea erstreckt. Die zwei bekannten Arten leben in Bergwäldern und subalpinem Grasland in Höhen von 1900 bis 3450 Metern.

## Merkmale
Mirzamys-Arten sind kleine, braungrau gefärbte Mäuse. Zahlreiche Merkmale, wie das weiche und dichte Fell, die kleinen Augen, die schmale Schnauze, die kleinen Zähne, die kleinen Pfoten und der mittellange Schwanz, deuten darauf hin, dass die Mäuse terrestrisch (bodenbewohnend) sind. Sie ähneln den Neuguinea-Moosmäusen (Pseudohydromys) sind aber etwas größer, etwa so groß wie die Falsche Schwimmratte (Xeromys myoides) und haben eine längere und schlankere Schnauze, einen längeren, breiteren und mehr aufgewölbten Hirnschädel und längere Beine. Die Knochen des Hirnschädels sind dünn und transparent. Die Tiere wurden bisher nicht gewogen. Es wird aber geschätzt das ausgewachsene Exemplare beider Arten 30 bis 40 Gramm wiegen. Die Prämaxillare überragt die Vorderkante der Schneidezähne und die langgestreckte Nase überragt die Prämaxillare. Die opisthodonten oberen Schneidezähne haben einen hellen orangegelben Zahnschmelz, bei den unteren Schneidezähne ist der Zahnschmelz elfenbeinfarben. Jeder Hälfte von Ober- und Unterkiefer besitzt zwei große, hochkronige Molaren. Die Molaren des Oberkiefers haben drei Wurzeln, die des Unterkiefers zwei. Die Pfoten ähneln denen der Neuguinea-Moosmäuse und sind nicht stark verbreitert wie bei der amphibisch lebenden Gattung Baiyankamys oder den Schwimmratten der Gattungen Crossomys, Hydromys und Parahydromys.